# Промишленост на Италия
Индустрията в Италия е концентрирана в северната и централната част. Най-силно развитите области са Ломбардия, Пиемонт, Лигурия и Емилия-Романя.

## Машиностроене

### Машини
Първите фабрики за машини се създават в края на 19 век в градовете Милано, Торино и Генуа.Най-големите фабрики са били за машинни елементи за създаващата се индустрия, увеличаването на транспортната техника и ремонтните дейности върху различни машини.
Компанията Реста е един от най-големите производители на индустриални машини. Други производители на машини са Меканика ди Пречисиоре, Бенинка и други.

### Двигатели
Компаниите ФИАТ, Ферари, Алфа Ромео и ВМ мотори са най-големите производители на двигатели с вътрешно горене.Капренелли Мотори С.п.А,
Марели Мотори С.п.А, Мотори Борона са най-големите италински производители на електродвигатели.

### Роботизация
Италия има няколко основни фабрики за производство на роботизирани машини и механизми. Компанията Комау е основен производител на роботизирано оборудване.

### Компоненти
Компанията Магнети Марели, която е част от Фиат груп е специализирана в производството на различни видове компоненти за транспортна техника.
Компанията Брембо е специализирана в производството на спирачни дискове и изнася продукцията си на европейските и световните пазари. Компанията Пирели е един от най-големите и най-реномираните производители на автомобилни гуми в света. Други компании производители на компоненти са:Вебер, ФТП индустриал, Спарко, Комби Ариалдо и др.

## Автомобилостроене

### Автомобили
Италия е един от най-големите производители на автомобили в света. Най-големия автомобилен концерн в страната е ФИАТ (1,6) мнл. автомобили годишно. Алфа Ромео, Ланча, Мазерати, Ивеко, Ферари (90%) от акциите също са част от групата на ФИАТ. През 2009 г. ФИАТ груп купува част от Крайслер и става мажоритарен собственик на компанията. ФИАТ още притежават част от Застава, Седон Аткинсон, Пегасо, Аутобианки, Инокенти и 50% от ГАК ФИАТ.
Други марки спортни Ламборгини част от ФВ, Пагани, Форнасари, ДР

### Мотоциклети
Италия е в челните места по производство на мотоциклети в света. Сред най-известните марки са: Дукати, Априлия, Кавига, Пиаджио и други.

### Каросерии
В автомобилния свят италианския дизайн винаги е бил добре оценяван от автомобилните експерти и клиентите. Италианските компании за каросерии освен от Италия са изпълнявали и множество поръчки от чужди компании за каросерии и за серийно производство. Най-известните компании са Италдизайн-Джуджаро, Пининфарина, Загато, Бертоне, Джиа

### Автобуси
Най-големите производители на автобуси в Италия са компаниите Ивекобус и БредаМенарини. В миналото ФИАТ, Алфа Ромео, Ланча и ОМ са били най-големите производители на автобуси.

### Камиони
Компаниите Ивеко и Астра са най-големите производители на камиони в Италия.

## Транспортна техника

### Селскостопанска техника
Освен в автомобилостроенето и производството на сескостопанска техника също не е на заден план в страната. Ландини, Ламборгини, Ню Холланд, Антонио Карраро, Голдони са производители на трактори, а компанията Лаверда е най-големият производител на зърнокомбайни в страната.

### Строителна техника
Багери, Кранове, мотокари и други видове машини също се произвеждат в страната. Най-известните производители са Вениери, Мерло, Фиори, Офичине Пичини и др.

### Влакове
В днешно време най-големият производител е държавния ЕТР, но с помошта на най-големия производител в страната ФИАТ Феровиара. Други производители на съвременни композиции са Корифер и Фирема и други по-малки производители като Мер Мек.

### Авиация
Италия няма големи производители на авиационна техника, но има достатъчно стабилни компании. Компании за произвеждане на малки самолети са Аермаки, Партенавиа, СИАИ Маркети и производители на хеликоптери като Аугуста Уетлатдс.Карпони е бивш производител на самолети в страната от 1908 до 1950.

### Морски съдове
Производители от по-големите корабостроителници в Неапол, Генуа, Палермо и др. в сътрудничество с кингломерата Финмеканика. Най-големите корабостроителници са в Рива Тригосо, Муджиано а като конструктори – Финкантиери и Италкантариери.

## Електроника
Електрониката е развита предимно в Северна Италия. Една от основните компании за производство на различен вид електронни компоненти е Вимар.

### Телевизори
Мивар-Милано, Салеко, Хантарекс-Флоренция, Видеоколор и други.

### Компютри и компютърна техника
Оливети и Олидата са водещите италиански компании за производство на компютри. Също така и компанията СТ Микроелектроникс е 50% италианска 50% френска.

### Бяла техника
Италианската компания Канди е основен лидер в производството на бяла техника в Европа. Друти италиански компании с богат асортимент са Цанузи, Аристон, Индезит, Фулгор и други.

### Електроуреди
Италианските компании винаги са показвали електроуреди с екстравагантен дизайн, стил и богат асортимент. Едни от най-големите производители са Полти, Смег, Мерлони, Агроклима, Бомпани.